# Vojnozgodovinski muzej, Dunaj
Vojnozgodovinski muzej (Heeresgeschichtliches Museum) na Dunaju je bil dokončan leta 1856, po zamisli Theophila Hansena in dokumentira avstrijske vojaške sile od 16. stoletja do danes. Prostori muzeja se nahajajo v edini zgradbi vojaškega kompleksa, imenovanega Arzenal, ki ima podobo trdnjave. Muzej se razprostira v dveh nadstropjih, zbirke pa so posvečene turškemu obleganju iz leta 1683, francoski revoluciji in Napoleonovim vojnam. Muzej se nahaja v 3. distriktu Dunaja, na Ghegastraße, oziroma Arsenalstraße (Objekt 18).
Muzej hrani tudi avtomobil, v katerem je bil 28. junija 1914 umorjen nadvojvoda Franc Ferdinand ter njegovo uniformo.